# Bagarius rutilus
Cá ghé (Danh pháp khoa học: Bagarius rutilus) là một loài cá da trơn bản địa của Lào, Việt Nam và vùng Vân Nam của Trung Quốc Ở Việt Nam, cá chiên Bagarius rutilus là một trong số các loài cá quý hiếm, có giá trị kinh tế cao, được xếp vào dạng "ngũ quý" cùng với cá lăng chấm, cá bỗng, cá anh vũ, cá rầm xanh. Loài cá này có trên hệ thống sông Hồng. Cá ghé là một trong những loài có giá trị kinh tế cao, nó thường sống ở những khu vực nước chảy. 

## Ở Việt Nam
Những năm gần đây, do việc khai thác cá chiên quá mức bằng những phương tiện hủy diệt nguồn lợi cá chiên suy giảm nghiêm trọng. Việc nuôi cá chiên lồng trên các sông, hồ chứa bằng nguồn giống đánh bắt từ tự nhiên và mang tính mùa vụ càng làm cho nguồn lợi cá chiên ngày càng cạn kiệt. Thức ăn phù hợp cho giai đoạn nuôi vỗ thành thục của cá chiên là cá tươi, thời gian nuôi vỗ từ tháng 1 đến tháng 3. Cá bố mẹ cho tỷ lệ thành thục cao nhất khi nuôi vỗ trong bể nước chảy (đạt 86,7%).
Giai đoạn ươm từ cá hương lên cá giống, thức ăn sử dụng là giun trùn chỉ và cá tươi xay nhỏ, với mật độ ươm là 600 con/m2 cho tỷ lệ sống đạt 79%, sau 45 ngày ươm nuôi đạt cỡ 6,4 - 7,2 cm/con, khối lượng đạt 2,1 - 2,8 g/con. Ngư dân Nghệ An bắt được cá ghé khủng 25 kg. Con cá ghé nặng hơn 25 kg, dài gần 1m. Trong những năm gần đây, lượng cá này khan hiếm dần, rất khó để câu được loài cá này. Hiện nay, giá của loài cá này rơi vào khoảng 450 đến 500 nghìn đồng/kg.